# لالانژینا (بخش)
لالانژینا (به لاتین: Lalangina) یک بخش‌های ماداگاسکار در ماداگاسکار است که در هائوته ماتسیاترا واقع شده‌است.